# Неоднозначность

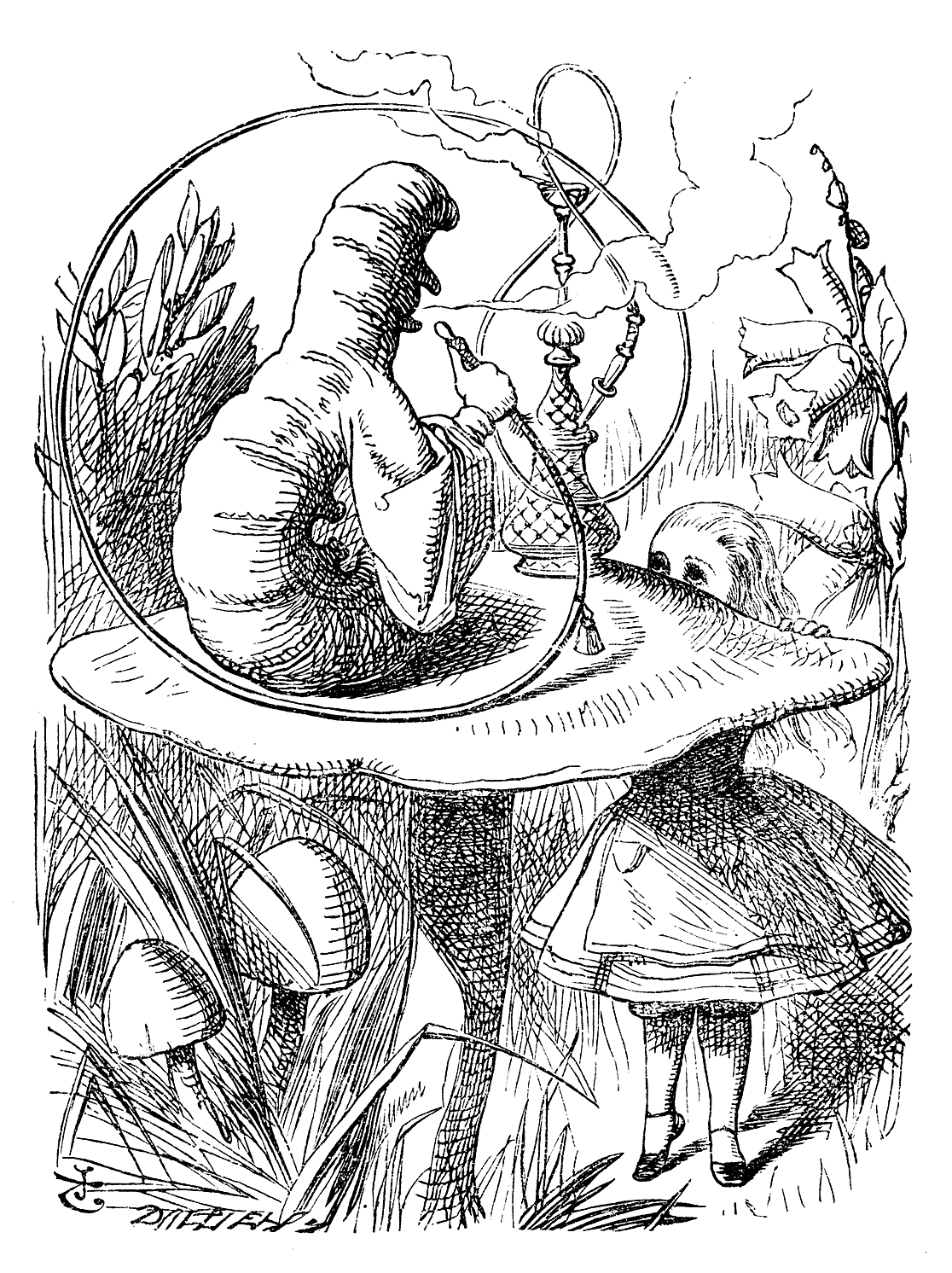
В иллюстрации Д. Тенниела к сказке «Алиса в Стране чудес» Льюиса Кэрролла неясно, кто является центральным персонажем рисунка. Художник предоставляет читателю возможность решить, является ли девочка, прячущаяся за грибом, центральной фигурой, ведь она притягивает взгляд зрителя, хотя и находится на заднем плане изображения.

Куб Неккера, неоднозначное изображение.

Неоднозначность — ситуация, в которой понятию (информации, слову, изображению, данным и так далее) можно дать более одного толкования.
Слово происходит от прилагательного «Однозначный», то есть имеющий одно значение. Неоднозначность часто сравнивается с неопределённостью, в которой все возможные варианты в той или иной мере предопределены (хотя могут быть и неявными), при этом неоднозначность выстроена таким образом, что прийти к одному «верному» выводу с уверенностью невозможно.
Детали часто является ключевыми в разрешении неопределённости: одна и та же ситуация может быть однозначно понятной или непонятной в разных контекстах, — неоднозначный термин.
В русском языке в зависимости от текста, некоторые авторы, применяют к данному слову «Неоднозначность» следующие синонимы:
- амбивалентность;
- вариантность;
- многозначность;
- неопределенность;
- омонимичность;
- спорность.

## Примеры

### Изобразительное искусство
В изобразительном искусстве встречаются визуально неоднозначные изображения. Например, куб Неккера может быть воспринят двумя способами. Восприятие (видение) таких объектов может какое-то время оставаться неизменным, затем меняться, искажаться (их противоположностью являются невозможные фигуры).
Картины или фотографии также могут иметь элементы неоднозначности, когда картина вполне недвусмысленна, а сюжет или изображение — наоборот. Например, может быть неясно, какие чувства выражает лицо, изображённое на картине (взволнованную радость или страх).

### Искусственные языки
Некоторые языки были созданы для предотвращения полисемии — неоднозначности понимания. Ложбан и логлан могут быть примерами языков, которые были разработаны с целью исключения двоякости толкования передаваемой мысли. Предполагалось, что их использование в технических науках поможет обеспечить более высокую меткость терминологии, по сравнению с естественными языками, изучение которых затрудняет наличие большого количества правил-исключений и заимствованных слов.